# Lafaiete Coutinho
Lafayette Coutinho est une municipalité brésilienne de l'État de Bahia et la microrégion de Jequié.